# كهف مخيف
الكهف المُخيف أو الكهف المُرعب (بالإسبانية: Cueva Espantosa) هو موقع أثري ما قبل كولومبوس يقع في ولاية كواهويلا في شمال المكسيك. أستوطن في عدة مناسبات خلال الفترة القديمة من قبل على ما يبدو أنها مجموعات بدوية صائدين وجامعي الثمار وهي مصدر مهم للأدلة الأثرية المتعلقة بالتقاليد الصحراوية القديمة لمرتفعات وسط المكسيك.